# Preeclampsia
La preeclampsia è una sindrome che colpisce una donna gravida caratterizzata dalla presenza, singola o in associazione, di segni clinici quali edema, proteinuria o ipertensione; in passato era anche nota come gestosi, termine ormai in disuso. Dalle iniziali delle parole inglesi di questi tre sintomi (Edema, Proteinuria, Hypertension) è stata coniata la sigla EPH, con la quale si indicava la concomitante presenza di questa triade sintomatologica.
Poiché numerosissime casistiche raccolte nel corso degli anni dimostrarono l'aspecificità degli edemi (appannaggio di numerosissime gravidanze fisiologiche e perfino assenti in alcune forme severe di gestosi), si è deciso di modificare la denominazione della sindrome e di darne una definizione e una classificazione più aderente alla realtà clinica, comprendendola nel più grande ambito dei fenomeni ipertensivi che possono interessare la paziente gravida.

## Eziopatogenesi

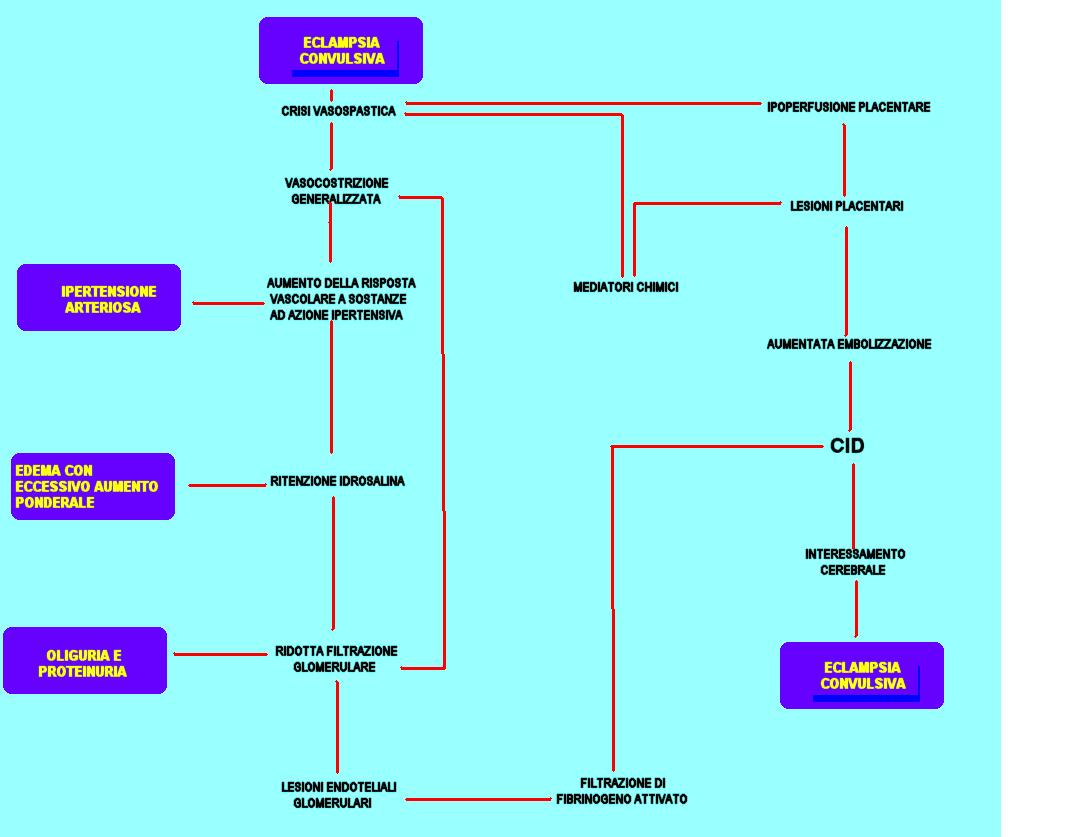
Fisiopatologia della preeclampsia e dell’eclampsia

L'eziopatogenesi di questa sindrome non è ancora nota, tuttavia sin dal 1972 Page formulò alcune ipotesi, basate su osservazioni sperimentali, che hanno permesso di comprendere meglio l'evoluzione della malattia. Tali osservazioni furono poi ampliate da Zeeman, Dekker et al. negli anni '90, ottenendo un quadro più completo della fisiopatologia di questa sindrome.
Secondo questi autori, alcuni fattori come ipertensione essenziale preesistente, patologie renali preesistenti, eccessivo incremento ponderale durante la gravidanza, diabete e fattori immunologici innescherebbero un circolo vizioso che porterebbe alla evoluzione del quadro tipico della preeclampsia.
Ricerche più recenti hanno dimostrato che un elemento fondamentale nel determinismo della preeclampsia è rappresentato da alterazioni a carico della placenta.
La presenza del feto non è necessaria, è sufficiente la presenza del trofoblasto in condizioni di vitalità, come dimostra l'osservazione di casi di preeclampsia in donne portatrici di mola vescicolare non tempestivamente riconosciuta. Nelle donne sane si hanno modificazioni del numero e del calibro delle arterie spirali che portano il flusso ematico uterino da 50 ml/min intorno alla 9ª-10ª settimana di gestazione, a 500 ml/min a termine di gravidanza.
Nelle pazienti preeclamptiche il flusso placentare risulta sensibilmente ridotto. Il motivo di questa ipoperfusione sembrerebbe risiedere nell'inadeguata invasione delle arterie spirali della decidua e del miometrio da parte del citotrofoblasto durante la fase di placentazione. Questo fenomeno provocherebbe, inoltre, una diminuita reattività alle catecolamine endogene causando una marcata riduzione del calibro delle arterie utero-placentari.
Tutto ciò impedisce la formazione di un distretto circolatorio a bassa resistenza e ad alta capacità che irrora lo strato intervilloso.
Anche se l'ischemia placentare sembra avere un ruolo preponderante, numerosi altri fattori concorrono nella patogenesi della malattia. Dai dati provenienti dal Reproductive genetics Program dell'Università dello Utah si evince una predisposizione familiare a sviluppare la preeclampsia. Il gene AGT235 sembra essere responsabile dell'invio di un segnale anomalo alla placenta durante la formazione del letto vascolare.
Kevin H., O' Shaughnessy et al. hanno dimostrato che una mutazione del gene che codifica per il fattore V di Leiden, oltre a predisporre la paziente a gravi complicanze ostetriche come infarti placentari, distacco intempestivo di placenta, trombosi venosa profonda ed embolia polmonare, predispone anche alla preeclampsia.
Le placente di pazienti preeclamptiche si presentano ridotte di volume; il loro quadro anatomopatologico è caratterizzato da microtrombosi diffuse con zone infartuate, più o meno estese, e da calcificazioni.
Questa osservazione ha portato i ricercatori ad indagare sui fenomeni apoptotici a carico del trofoblasto conseguenti all'ischemia placentare.

## Clinica
Si parla d'ipertensione in gravidanza quando la pressione arteriosa sistolica (PAS) è > 140 mmHg e/o la pressione arteriosa diastolica (PAD) è > 90 mmHg. Invece delle pressioni arteriose sistolica e diastolica si può considerare il valore della pressione arteriosa media: usando tale metodo, si considera significativo per la presenza di ipertensione in gravidanza un valore pari o superiore a 105 mmHg se non sono noti i valori basali.
Tali riscontri pressori, qualunque sia il metodo adoperato, devono essere “stabili”, cioè confermati in due o più misurazioni consecutive ripetute a distanza di 4-6 ore l'una dall'altra.

### Classificazione
Sono state proposte molte classificazioni delle sindromi ipertensive in gravidanza ed ognuna di esse presenta pregi e difetti. 
In passato venivano adoperate le sigle EH per indicare la presenza di edema e ipertensione (gestosi bisintomatica di tipo EH) e PH per indicare la presenza di proteinuria e ipertensione (gestosi bisintomatica di tipo PH); infine si potevano contemplare le cosiddette gestosi monosintomatiche di tipo E, P, e H a seconda del sintomo riscontrato.
La più esauriente ed utilizzata oggi è la classificazione del National High Blood Pressure Education Program nella sua seconda versione. Tutte queste classificazioni possiedono tuttavia dei punti in comune che definiscono due gruppi di ipertensione arteriosa:
- A
  - Forme indotte dalla gravidanza
  - Ipertensione gestazionale
  - Preeclampsia
  - Eclampsia
  - Sindrome HELLP
- B
  - Forme croniche preesistenti alla gravidanza o riscontrate prima della 20ª settimana di età gestazionale

Ipertensione gestazionale (IG)Si parla di ipertensione gestazionale quando l'aumento pressorio è riscontrato dopo la 20ª settimana di gravidanza in donne precedentemente normotese, in assenza di proteinuria e di altri segni di coinvolgimento sistemico.
Preeclampsia (PE)Si parla di preeclampsia quando l'incremento pressorio rilevato dopo la 20ª settimana di gestazione in donne precedentemente normotese, si accompagna a proteinuria circa 0,3 g/l in un campione delle 24h.
EclampsiaSi parla di eclampsia quando alla sintomatologia classica si associano crisi convulsive.
Sindrome HELLPLa sindrome HELLP è caratterizzata, come evidenzia lo stesso acronimo HELLP (H=hemolysis, E=elevated, L=liver enzimes, L=low, P=platelets) da emolisi, aumento del valore sierico degli enzimi epatici, piastrinopenia.

### Dati di laboratorio
- Proteinuria: di solito non selettiva; la sua entità dipende dalla gravità della lesione renale ed è correlata ad una prognosi fetale sfavorevole.
- Iperuricemia: anch'essa legata alla gravità delle lesioni renali ed alla prognosi fetale; spesso precede l'insorgenza del quadro clinico.
- Ipocalciuria (riduzione della concentrazione di calcio nelle urine sotto i valori normali)
- Riduzione dei livelli di antitrombina III nel sangue.[3]

### Diagnosi differenziale
La preeclampsia-eclampsia deve essere distinta da molte altre patologie, quali l'ipertensione cronica, la malattia renale cronica, le neuropatie associate a convulsioni, la porpora trombotica trombocitopenica, la sindrome da anticorpi antifosfolipidi e la sindrome emolitico-uremica. Deve essere sempre presa in considerazione nelle donne gravide dopo la ventesima settimana di gestazione. La diagnosi risulta difficile in presenza di una patologia preesistente come l'ipertensione.

## Prognosi
La complicanza più grave della preeclampsia è l'eclampsia. Studi effettuati nel Regno Unito riportano un'incidenza di 1 caso su 2000 gravidanze, con associata mortalità materna dell'1,8%.
La sindrome HELLP è più comune (circa 1 su 500 gravidanze), ma anch'essa è rischiosa per la vita e rappresenta un'emergenza medica che richiede la pronta interruzione della gravidanza.
L'emorragia cerebrale che può verificarsi in caso di eclampsia è potenzialmente letale.

## Trattamento
L'espletamento del parto sembra essere l'unica terapia realmente efficace nel ridurre l'ipertensione materna e questo conferma ulteriormente il ruolo della placenta nel determinismo di questa patologia. Quando il parto deve essere indotto prima della trentasettesima settimana di gestazione, è opinione condivisa che vi siano per il neonato dei rischi aggiuntivi legati alla prematurità, che richiedono particolare attenzione.

### Trattamento farmacologico
In alcuni casi, il solfato di magnesio può essere utilizzato per via endovenosa nelle donne con preeclampsia-eclampsia per prevenire le convulsioni, stabilizzandone temporaneamente le condizioni cliniche; nel contempo si usano corticosteroidi per promuovere la maturazione polmonare del feto. L'uso del solfato di magnesio è stato proposto fin dal 1955.
L'evidenza clinica che ha supportato l'uso del solfato di magnesio è giunta dallo studio MAPGIE.

### Fattori dietetici e nutrizionali
Dagli studi effettuati è emerso che né i supplementi proteico-calorici, né la riduzione delle proteine nella dieta hanno effetti sull'incidenza della preeclampsia.
Altri studi riguardanti la supplementazione dietetica con antiossidanti, come le vitamine C ed E, non hanno dimostrato effetti protettivi sull'incidenza di preeclampsia. Secondo i ricercatori Padayatty and Levine del National Institute of Health statunitense, tuttavia, nello studio precedentemente citato era stato sottovalutato l'effetto di sostanze come l'acido ascorbico, le cui concentrazioni plasmatiche non erano state riportate dagli autori e potevano quindi essere simili tra il gruppo di trattamento e quello di controllo. Inoltre le dosi somministrate, pari a un grammo al giorno, sempre secondo i due ricercatori sarebbero state insufficienti ad aumentare adeguatamente i livelli plasmatici e intracellulari di ascorbato e gli studi avrebbero dovuto prevedere dosaggi più alti di vitamina C per mostrarne gli effetti benefici.
Anche bassi livelli di vitamina D potrebbero costituire un fattore di rischio per la preeclampsia. La supplementazione di calcio in donne con basse concentrazioni di questo elemento nella dieta non riduce l'incidenza di preeclampsia, ma diminuisce la frequenza di complicanze gravi. Bassi livelli di selenio nel sangue sono associati con una maggiore incidenza di preeclampsia rispetto ai controlli. Anche per altre vitamine è stato dimostrato un ruolo nell'incidenza della malattia.

## Screening precoci e prevenzione
Lo screening per la pre-eclampsia è stato possibile dal 2010 circa attraverso la misurazione di vari fattori biochimici e ostetrici. La combinazione di queste informazioni permette la valutazione di un rischio che una donna incinta sviluppi preeclampsia durante la gravidanza, consentendo al medico di prevenire lo sviluppo della malattia. La combinazione di tutti questi parametri permette un rischio predittivo, come avviene per la trisomia 21, con un tasso di rilevamento fino al 96,3%. Tuttavia, è uno screening e non una diagnosi. È quindi importante tenere presente che questo include anche una percentuale di falsi negativi, ovvero pazienti che non verranno rilevati.
Lo screening per la preeclampsia viene effettuato nel primo trimestre, tra la 11 e la 14 settimane di gravidanza. Include un esame del sangue che può essere eseguito contemporaneamente allo screening per la trisomia 21 (sindrome di Down) nel primo trimestre di gravidanza. Lo screening consiste nel misurare la concentrazione plasmatica di due biomarcatori, le proteine PlGF (fattore di crescita placentare) e PAPP-A11, ed associare tali saggi ai dati raccolti tramite l'anamnesi e gli esami strumentali: doppler dell'arteria uterina, misurazione della pressione arteriosa media del paziente, età materna, tabagismo, provenienza geografica, indice di massa corporea, presenza di ipertensione, pregresse gravidanze.
Gli ultimi studi effettuati in Europa hanno dimostrato la capacità di questo approccio di rilevare effettivamente pazienti ad alto rischio di sviluppare pre-eclampsia, e soprattutto di prevenire lo sviluppo della malattia e di mettere in atto un trattamento preventivo basato su aspirina da prendere una volta al giorno. Se iniziato abbastanza presto (prima della 16ª settimana), tale trattamento riduce all'80% il numero di pre-eclampsie.
Uno studio scientifico del 2000, e studi successivi, hanno suggerito che una maggiore esposizione allo sperma del partner da parte delle gestanti può ridurre il rischio della sindrome preeclamptica e quindi dell'eclampsia. Ciò sembrerebbe legato all'induzione di un fattore di tolleranza per l'HLA (complesso maggiore di istocompatibilità) del feto, che si presenta a tutti gli effetti come un "corpo estraneo" per il sistema immunitario materno, tramite l'ingestione di HLA paterno contenuto nel liquido seminale.
La prevenzione della preeclampsia con acido acetilsalicilico è ancora oggetto di dibattito per quanto riguarda l'efficacia e la posologia. Generalmente si utilizza nelle donne a rischio, a dosaggi di 60–150 mg/die. Questo approccio è basato sull'osservazione che l'acido acetilsalicilico a bassi dosaggi inibisce l'aggregazione piastrinica e favorisce lo stato vasodilatativo. Gli studi compiuti, però, non danno risultati univoci. In maniera favorevole, pur con precise indicazioni, si sono espressi l'American college of obstetricians and gynecologists, la World health organization, il National institute for health and clinical excellence, l'American Heart Association, l'American stroke association e l'American academy of family practice.